# Jaak Aab

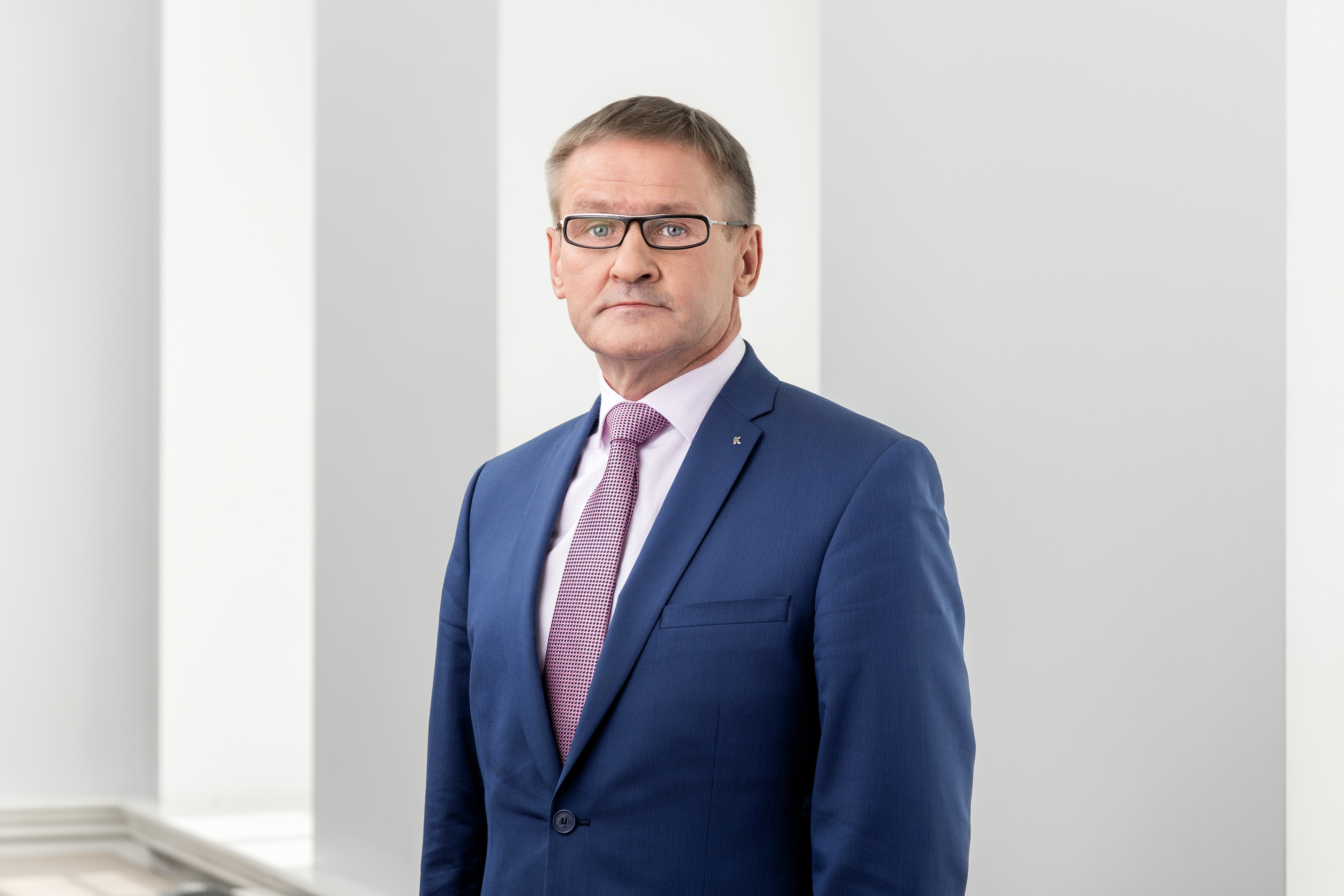
Jaak Aab (2017)

Jaak Aab (* 9. April 1960 in Taagepera, Estnische SSR) ist ein estnischer Politiker. Er gehörte der Estnischen Zentrumspartei (Keskerakond) an. Vom April 2005 bis April 2007 war er Sozialminister und von Juni 2017 bis Mai 2018 Minister für öffentliche Verwaltung der Republik Estland. Letzteren Posten übernahm er ab April 2019 auch im zweiten Kabinett von Jüri Ratas. Vom 25. November 2020 bis 26. Januar 2021 war er Minister für Bildung und Wissenschaft. Am 26. Januar 2021 wurde Aab Minister für öffentliche Verwaltung in der neuen Koalitionsregierung unter Ministerpräsidentin Kaja Kallas. Er hatte das Amt bis zum 3. Juni 2022 inne.

## Leben
Jaak Aab ging in Ala (Gemeinde Helme im Kreis Valga) und in Viljandi zur Schule. Nach dem Abitur 1978 studierte er von 1978 bis 1986 am Pädagogischen Institut in Tallinn (Tallinna Pedagoogiline Instituut, heute Universität Tallinn) russische Sprache und Literatur auf Lehramt. Von 1984 bis 1991 war er als Lehrer in Ala und Võhma tätig. 1991 bis 1994 arbeitete Aab in Finnland.

### Politik
Zurück in Estland engagierte sich Aab politisch. Von November 1994 bis Januar 1996 war er stellvertretender Oberbürgermeister der Stadt Võhma. Von August 1998 bis Februar 2002 bekleidete Aab das Amt des Oberbürgermeisters. Von Februar 2002 bis März 2003 war Aab Abgeordneter im estnischen Parlament (Riigikogu).
Von Juli 2003 bis April 2005 war er Geschäftsführer des estnischen Städtetags (Eesti Linnade Liit), bevor ihn Ministerpräsident Andrus Ansip 2005 in sein Kabinett berief. Vom 13. April 2005 bis 5. April 2007 war Jaak Aab Sozialminister der Republik Estland. Seit April 2007 war Aab Abgeordneter des estnischen Parlaments und stellvertretender Vorsitzender des Sozialausschusses. 
Am 12. Juni 2017 wurde er, als Nachfolger von Mihhail Korb, zum Minister für öffentliche Verwaltung im ersten Kabinett von Ministerpräsident Jüri Ratas berufen. Nach nur einem knappen Jahr im Amt wurde er am 2. Mai 2018 von Janek Mäggi abgelöst. Nach der Parlamentswahl 2019 wurde er im zweiten Kabinett von Jüri Ratas erneut zum Minister für öffentliche Verwaltung berufen. Nach dem Rücktritt von Mailis Reps wechselte er im November 2020 auf den Posten des Ministers für Bildung und Wissenschaft. Seit 21. Januar 2021 wurde Jaak Aab erneut Minister für öffentliche Verwaltung. Mit dem Scheitern der Koalitionsregierung verlor Aab am 3. Juni 2022 sein Amt.

### Privates
Jaak Aab ist mit der Lehrerin Kaie Aab (* 1958) verheiratet. Das Paar hat zwei Töchter.